# Turismul în Kazahstan

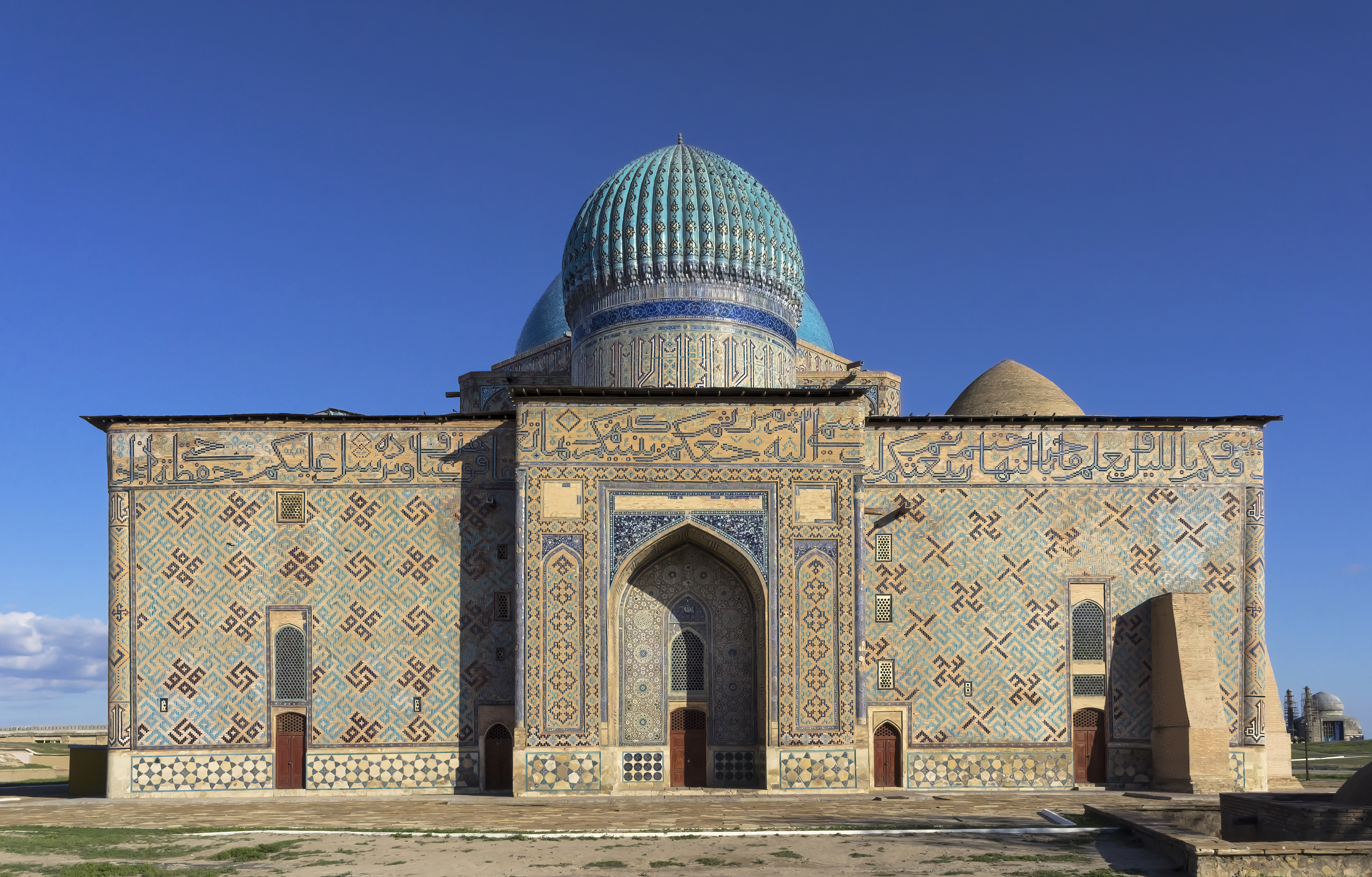
Mausoleul lui Khoja Ahmed Yasawi

Kazahstan este a noua cea mai mare țară ca suprafață și cea mai mare țară fără ieșire la mare. Astăzi, turismul nu este o componentă majoră a economiei. Începând cu 2014, turismul a reprezentat 0,3% din PIB-ul Kazahstanului, însă guvernul intenționează să-l majoreze la 3% până în 2020. Conform Indicelui Competitivității Turismului și al Călătoriilor realizat de către Forumului Economic Mondial în 2017, valoarea totală a industriei turismului în Kazahstan este de 3.080.000.000 $ sau 1,6 la sută din PIB-ul total. În acest indice, Kazahstan se situează pe locul 81, urcând cu patru locuri față de anul anterior. Kazahstanul a primit 6,5 milioane de turiști în 2016.

## Industrie
În 2012, Kazahstanul sa clasat pe locul 51 în lume în ceea ce privește numărul de turiști. În anul 2000 1,47   de milioane de turiști internaționali au vizitat Kazahstanul, număr care a crescut la 4,81 milioane în 2012. The Gardian descrie turismul din Kazahstan ca „extrem de subdezvoltat”, în ciuda atracțiilor din peisajul pitoresc al munților, lacurilor și a deșerturilor. Factorii care împiedică creșterea vizitelor turistice se referă la prețuri ridicate, „infrastructură dărăpănată”, „servicii slabe” și dificultăți logistice de călătorie într-o țară enormă, subdezvoltată din punct de vedere geografic. Chiar și pentru localnici, plecarea în vacanță în străinătate poate costa doar jumătate din cât ar cheltui pentru o vacanță în Kazahstan. Kazahstanul l-a avut ca turist pe Printul britanic Harry, care a venit aici la schi.
Guvernul kazah, caracterizat de mult timp ca fiind autoritar, cunoscut pentru abuzurile la adresa drepturilor omului și pentru suprimarea opoziției politice a inițiat o inițiativă denumită „Planul de dezvoltare a industriei turismului 2020”. Această inițiativă urmărește înființarea a cinci centre turistice în Kazahstan înNur-Sultan, Almaty, Kazahstanul de Est, Kazahstanul de Sud și regiunile din vestul Kazahstanului. Statul a promis că va investi 4 miliarde USD și ca va creeea 300 000 de noi locuri de muncă în industria turismului până în 2020. 

## Politica privind vizele
Kazahstanul le permite cetățenilor din următoarele țări să viziteze Kazahstanul timp de 90 de zile fără a fi necesar să ia viză: Armenia, Belarus, Georgia, Moldova, Kârgâzstan, Mongolia, Rusia și Ucraina, timp de până la 90 de zile și timp de până la 30 de zile cetățenilor din Argentina, Azerbaidjan, Serbia, Coreea de Sud, Tadjikistan, Turcia și Uzbekistan.